# 世界户外钓鱼大赛
世界户外钓鱼大赛（FLW Outdoors）又称世界户外鲈钓联赛，是由美国世界钓鱼联盟（Fishing League Worldwide，简称FLW）举办的一系列主要以垂钓黑鲈为目标的钓鱼锦标赛，有分站赛和总决赛两个部分。在中国中央电视台体育频道播放的“巴斯鲈钓集锦”节目即为FLW赛事的实况录像集锦——“巴斯”是英文bass的音译，是美式英语中对鲈形目太阳鱼科的一系列淡水掠食鱼的通称，通常专指黑鲈。
由于黑鲈是凶猛的食肉鱼类，所以选手一般使用专门设计的鲈钓艇（bass boat），采用拟钓（即“路亚”）为主。鲈钓艇是一种小型快艇，驾驶舱高度较低，艇首有配有旋转座椅的专用作钓平台，方便钓手360度方向自由抛竿钓鱼。因为现代意义上的鲈钓艇最早是由“游骑兵”造船公司（Ranger Boats）的创始人福瑞斯特·李·伍德（Forrest Lee Wood，1932～2020）在1971年设计推出，因此FLW的总决赛也称福瑞斯特·伍德杯赛（Forrest Wood Cup）。
2019年11月8日，美国鲈钓大联盟（Major League Fishing，简称MLF）已经完成对FLW的收购，新建立的赛事组织MLFLW, LLC完全由MLF控股，同时由MLF的股东户外频道（Outdoor Channel）和职业鲈钓巡回赛（Pro Bass Tour，简称PBT）分别控股50%。2020年9月29日，MLF宣称FLW将更名MLF BIG5并在2021年初完全并入MLF的品牌中。

## 比赛规则
每次比赛选定美国的某处公开淡水水域，主要为湖泊或河流的一段。选手在4天的比赛中采用拟饵垂钓鲈鱼，主要为大口黑鲈。比赛在每天晚上进行称重。限定只计算比赛时间内在指定水域垂钓成功的14英寸以上长度的最多5条鲈鱼的重量。如最终称重时有短于限定长度的鲈鱼，每条扣除1磅的成绩。如最终称重时为死鱼，只计算一半重量。
分站赛中，前两天累计重量前十的选手进入后两天的排位赛，按照四天总重量进行排名。总决赛中，前三天累计重量前十的选手晋级第四天的比赛；由第四天比赛当天的成绩决定年度排名和总冠军的归属。
有些比赛要求选手取得当地的钓鱼执照。

## 分站赛
分站赛又叫FLW巡回赛（FLW Tour），是美国顶级的鲈鱼垂钓巡回赛，创办于1996年，一般全年有至少10场锦标赛。2011年和2012年均为11场锦标赛，其中4场为公开赛，7场为会员赛。公众可报名参加公开赛。FLW的会员可以参加会员赛。
每场比赛，专业选手可根据最终成绩排名最高获得12.5万美元冠军奖金，业余选手根据最终排名最高获得2.5万美元冠军奖金。
分站赛设有年度最佳钓手（Angler of the Year）和年度最佳业余钓手（Co-angler of the Year）两个奖项。每年根据分站赛的成绩累加排名顺序，前46名专业选手和前46名业余选手可以获得总决赛的资格。
目前冠名赞助商为沃尔玛。

## 总决赛
总决赛又叫弗雷斯特·伍德杯（Forrest Wood Cup），是世界户外钓鱼大赛的总决赛阶段，为赛会制的邀请赛。一年举办一次。根据本赛季分站赛的成绩累加排名顺序，前46名专业选手和前46名业余选手可以获得总决赛的资格。这92名选手的名额分配每年略有不同，主要来自会员分站赛。
总决赛奖金中，专业组冠军为50万美元，亚军为10万美元，季军为7.5万美元，依排名顺序至46名仍可获得1万美元的奖金；业余组冠军为5万美元，亚军为1.5万美元，季军为1.25万美元，依排名顺序至46名仍可获得2千美元的奖金。
2012年，总决赛选手名额分配如下
：
| 赛事名称                              | 专业选手 | 业余选手 |
| ------------------------------------- | -------- | -------- |
| 2012年会员分站赛FLW Tour Majors       | 35       | 35       |
| 2012年公开分站赛FLW Tour Opens        | 5        | 5        |
| 2011年区域系列赛EverStart Series      | 1        | 1        |
| 2012年鲈钓联赛BFL全美冠军             | 1        | 1        |
| 2012年大学生锦标赛FLW College全国冠军 | 1        | 1        |
| 2011年总决赛Forrest Wood Cup卫冕冠军  | 1        | 1        |
| 2011年分站赛FLW Tour年度最佳钓手      | 1        | 1        |
| 2012年鲈钓联盟锦标赛TBF全国冠军       | 1        | 1        |

## FLW钓鱼协会
FLW钓鱼协会（FLW Tour）是由世界上最大的游艇制造公司Genmar的拥有者欧文·雅各布斯（Irwin L. Jacobs）发起和组织的。协会总部设在美国肯塔基州马歇尔县吉尔伯托斯维尔镇(Gilbertsville)。该协会在美国组织一系列高水平的垂钓赛事。
FLW是弗雷斯特·伍德（Forrest L. Wood）的名字缩写，他是路亚艇的发明人。他创办了路亚艇公司（Ranger Boats）。该公司现在属于Genmar公司旗下。
该协会的主要股东除了欧文·雅各布斯，还包括石油商人布恩·皮肯斯（T. Boone Pickens）。
目前FLW钓鱼协会会员约有150名专业选手和众多垂钓业余选手。
该协会目前举办的主要赛事结构类似于美国职棒大联盟，主要有：
1. 世界户外钓鱼大赛（FLW Outdoors）
  1. 分站赛，FLW巡回赛（FLW Tour），最高级别的比赛。
    1. 会员分站赛（FLW Tour Majors）
    2. 公开分站赛（FLW Tour Opens）

  2. 总决赛，弗雷斯特·伍德杯（Forrest Wood Cup）
2. 区域系列赛（EverStart Series），第二级别的比赛。分为5个赛区：中部、北部、东南、德克萨斯州和西部。每个赛区前40名进入区域系列赛总决赛。
3. 鲈钓联赛（BFL，Bass Fishing League），第三级别的比赛。分为24个赛区，目的在于发掘周末钓手。全年综合排名最好的钓手获得BFL全美冠军，有资格向高级别赛事升级。
4. 大学生锦标赛（National Guard FLW College Fishing），在高等学校的学生社团中进行比赛的一项高校赛事。
5. 鲈钓联盟锦标赛（TBF，The Bass Federation）
6. 高中生锦标赛（High School Fishing），在高中学生社团总进行的比赛
7. 玻璃梭鲈巡回赛（National Guard FLW Walleye Tour），以钓玻璃梭鲈为主的钓鱼赛事，2001年[8]开始举办，赛制类似于世界户外钓鱼大赛。